# Henryk Bielski
Henryk Bielski (ur. 19 stycznia 1935 we Lwowie, zm. 3 marca 2025) – reżyser filmowy.

## Życiorys
Należał do Zespołu Pieśni i Tańca „Mazowsze”, z którym występował w kraju i za granicą w latach 1950–1958. Wraz z innymi członkami zespołu, wystąpił w filmie dokumentalnym „Mazowsze” (1951) oraz w „Przygodzie na Mariensztacie” (1953). Podczas pracy w „Mazowszu” ukończył Średnią Szkołę Muzyczną w Warszawie oraz Zawodowe Studium Szkoleniowe przy Państwowym Zespole Pieśni i Tańca „Mazowsze” im. Tadeusza Sygietyńskiego.
W 1962 ukończył studia we Wszechzwiązkowym Państwowym Instytucie Kinematografii w Moskwie. Już w czasie studiów zaczął współpracę z warszawskimi Zespołami Filmowymi, pracując jako asystent Stanisława Barei na planie komedii Mąż swojej żony (1960).
W 1962 asystował Janowi Rybkowskiemu przy filmie Spotkanie w Bajce. Od tamtej pory był etatowym pracownikiem Przedsiębiorstwa Realizacji Filmów „Zespoły Filmowe”, początkowo Zespołu Kadr, gdzie współpracował m.in. z Jerzym Kawalerowiczem, a następnie Zespołu Iluzjon. W 1976 zrealizował swój pierwszy film fabularny – Hasło – osadzoną w scenerii Bieszczadów opowieść o ludzkiej chciwości.
Brał udział w licznych festiwalach filmowych w kraju oraz za granicą, m.in. w MFF w Taszkencie (1982) w MFF w Moskwie (1983), a także w festiwalu w Karlowych Warach (1986). Ponadto jego filmy były prezentowane na festiwalach w Gdańsku i Krakowie.
W 1975 otrzymał medal na festiwalu w Wołgogradzie.
Współpracował przy wielu znanych produkcjach filmowych, spośród których można wymienić m.in. Przerwany lot Leonarda Buczkowskiego, Faraona Jerzego Kawalerowicza, Jarzębinę czerwoną Ewy i Czesława Petelskich oraz Zapamiętaj imię swoje Siergieja Kłosowa.
Chociaż Henryka Bielskiego interesuje przede wszystkim fabuła, ma w swoim dorobku również niezwykle istotny dla mieszkańców stolicy film dokumentalny – Spotkania z Warszawą w reżyserii Jana Łomnickiego, zrealizowany w 1966.
Zajmował się również reżyserią teatralną. W latach 90. pracował w Teatrze Lalki i Aktora „Kubuś” w Kielcach, gdzie wyreżyserował m.in. sztuki Ja, Feuerbach na podstawie dramatu Tankreda Dorsta oraz Królewnę Śnieżkę w oparciu o baśń braci Grimm. W 2010 roku był członkiem jury na II Międzynarodowym Festiwalu Teatrów Lalek „Złota Magnolia” w Szanghaju.
Jest laureatem m.in. Nagrody I stopnia MON, Nagrody Pokoju na XIII MFF w Moskwie (1983), Nagrody na XXV Festiwalu w Karlowych Warach (1986), Nagrody Szefa Kinematografii za twórczość filmową w dziedzinie filmu fabularnego za rok 1985. Uhonorowano go również Srebrnym (1955) oraz Złotym (1976) Krzyżem Zasługi, Krzyżem Kawalerskim Orderu Odrodzenia Polski (1983), brązowym oraz srebrnym Medalem „Za zasługi dla obronności kraju”, Złotą Syrenką Za zasługi dla Warszawy (1988), medalem Zasłużony Działacz Kultury (1980), a także medalem za „zasługi w rozwoju współpracy kulturalnej między Polską a ZSRR”. W 2007 zdobył Medal i Dyplom Honorowy Stowarzyszenia Współpracy „Polska-Wschód” za „wybitne osiągnięcia i zasługi w popularyzacji kultury naszych wschodnich sąsiadów”. Od 1973 był członkiem Stowarzyszenia Filmowców Polskich.
Henryk Bielski zmarł 3 marca 2025. Pochowany został na cmentarzu Wojskowym na Powązkach w Warszawie (kwatera C32-rzad 11-grób 5).

## Filmografia
- 1988: Warszawskie gołębie, w charakterze reżysera
- 1987: Ballada o Januszku, w charakterze reżysera
- 1979: Gwiazdy poranne, w charakterze reżysera
- 1972: Kopernik, w charakterze asystenta reżysera
- 1965: Faraon, w charakterze asystenta reżysera
- 1960: Mąż swojej żony, w charakterze asystenta reżysera
- 1953: Przygoda na Mariensztacie, jako członek zespołu Mazowsze